# Nipponomyia kulingensis
Nipponomyia kulingensis is een tweevleugelige uit de familie Pediciidae. De soort komt voor in het Oriëntaals gebied.